# نيلس يوهانسون (لاعب هوكي الجليد)
نيلس يوهانسون (بالسويدية: Nils "Nicke" Johansson)‏ هو لاعب هوكي الجليد سويدي، ولد في 24 يوليو 1938 في أورنشولدسفيك في السويد.

## وصلات خارجية
- نيلس يوهانسون على موقع EliteProspects.com (الإنجليزية)
- نيلس يوهانسون على موقع Eurohockey.com (الإنجليزية)
- نيلس يوهانسون على موقع أوليمبيديا (الإنجليزية)
- نيلس يوهانسون على موقع اللجنة الأولمبية السويدية (السويدية)